# Jenrry Johel Velásquez Hernández
Jenrry Johel Velásquez Hernández, né le 23 juillet 1977 à San Antonio la Cuesta au Honduras, est un évêque hondurien, évêque de La Ceiba depuis 2025. 

## Jeunesse
Velásquez Hernández nait dans la municipalité de San Jerónimo et étudie au séminaire Cristo Sumo Sacerdote à Comayagua. Il devient alors prêtre dans la municipalité. Il devient vicaire à Siguatepeque et travaille dans le diocèse local tout en complétant des études supérieures à l'université pontificale Saint-Thomas-d'Aquin,.

## Évêque
En 2025, Velásquez Hernández devient le nouvel évêque de La Ceiba. Le diocèse est alors le plus jeune du pays, ayant été créé en 2011. Il est également le premier évêque hondurien nommé par le pape Léon XIV. Le 26 juillet 2025, il est consacré par l'évêque de Comayagua Ángel Falzón (de) assisté des archevêques Simón Bolívar Sánchez Carrión (en) et Michael Lenihan (en), son prédécesseur,.